# Lagumenahalli, Bangalore South
Lagumenahalli là một làng thuộc tehsil Bangalore South, huyện Bangalore Urban, bang Karnataka, Ấn Độ.